# Consolidação democrática
A consolidação democrática é o processo pelo qual uma nova democracia amadurece, de uma forma que torna improvável que regresse ao autoritarismo sem um choque externo, e é considerada o único sistema de governo disponível num país. Um país pode ser descrito como consolidado quando o actual sistema democrático se torna “o único jogo da cidade”, o que significa que ninguém no país está a tentar agir fora das instituições estabelecidas. Este é o caso quando nenhum grupo político significativo tenta seriamente derrubar o regime democrático, o sistema democrático é considerado como a forma mais adequada de governar pela grande maioria do público, e todos os actores políticos estão habituados ao facto de os conflitos serem resolvidos através de regras políticas e constitucionais estabelecidas.
Desde 1992, o número de países democráticos tem sido superior ao número de ditaduras, e este número continua a crescer à medida que os países passam pelo processo de consolidação. A noção de consolidação democrática é contestada porque não é claro que haja algo de substantivo que aconteça às novas democracias que garanta a sua continuação, para além dos factores que simplesmente tornam “mais provável” que continuem como democracias. Muitos estudiosos tentaram explicar os factores responsáveis pela consolidação das democracias, o que levou ao surgimento de diferentes “teorias de consolidação” na ciência política. As democracias não consolidadas sofrem frequentemente de eleições formais mas descontínuas e clientelismo.

## Indicadores de Consolidação
Uma democracia é amplamente considerada consolidada quando várias ou todas as seguintes condições são satisfeitas. Em primeiro lugar, deve haver uma durabilidade ou permanência da democracia ao longo do tempo, incluindo (mas de forma alguma limitada a) adesão a princípios democráticos como o Império da Lei, um poder judicial independente, eleições competitivas e justas e uma sociedade civil desenvolvida. Alguns teóricos acreditam que este processo secundário de incutir a democracia nas instituições do governo é o modo como ocorre a consolidação. A democracia deve também ser aceite pelos seus cidadãos como a forma dominante de governo, garantindo assim a estabilidade e, mais uma vez, minimizando o risco de reverter para uma imposição ou defesa de obediência estrita à autoridade em detrimento do regime de liberdade pessoal. Outro indicador são duas rotações consecutivas de energia. A presença de partidos políticos é também um indicador da promoção da consolidação democrática. Os académicos argumentam que os partidos políticos são a forma número um de mobilizar o apoio dos eleitores e reforçar a participação política na competição por cargos públicos. Para que os partidos políticos possam atingir o seu pleno potencial em benefício do seu país através da consolidação política, os partidos devem desenvolver as suas estruturas e quadros para promover a publicidade política. Além disso, Terry Clark argumenta que para beneficiar plenamente a consolidação democrática, um sistema partidário deve consistir em mais de um partido, mas não ser demasiado fragmentado ou polarizado.
Os factores socioeconómicos também podem ser um indicador chave na consolidação democrática. Historicamente, descobriu-se que o forte desenvolvimento económico aumenta os ideais democráticos em todo o país.

## Teorias de Consolidação

### Institucionalização
Alguns estudiosos pensam que o processo pelo qual uma democracia se consolida envolve a criação e o aperfeiçoamento de instituições secundárias da democracia. A tese de Linz e Stepan, por exemplo, é que a democracia se consolida pela presença das instituições que apoiam e cercam as eleições. Eles distinguem cinco condições que devem estar presentes num Estado, para que uma democracia se consolide:
Primeiro, é necessário que haja uma “sociedade civil”, que Linz e Stepan descrevem como uma “arena da política onde grupos, movimentos e indivíduos auto-organizados e relativamente autónomos tentam articular valores, criar associações e solidariedades, e promover seus interesses”.
Em segundo lugar, deve haver uma “sociedade política” relativamente autónoma, que é a arena na qual os actores políticos podem competir entre si pelo direito legítimo de governar. A terceira condição é que todos os intervenientes em todo o território do Estado estejam sujeitos ao Império da Lei. Em quarto lugar, deve existir um sistema de burocracia estatal que esteja pronto para ser utilizado pelo governo democrático.
Por último, deve haver uma sociedade económica institucionalizada, com o que Linz e Stepan querem dizer que as democracias consolidadas não podem coexistir ao lado de uma economia de comando, nem ao lado de uma economia pura de mercado livre. Assim, para que as democracias possam consolidar-se, é necessário que haja um conjunto de normas, instituições e regulamentos económicos que façam a mediação entre o Estado e o mercado, de acordo com Linz & Stepan.

### Regras informais
O'Donnell acredita que a institucionalização das regras eleitorais não é a característica mais interessante da consolidação democrática. Ele pensa que os académicos se concentram demasiado nas instituições formais como motores da consolidação, enquanto as instituições e regras informais num estado são frequentemente ignoradas. São as regras e normas informais que muitas vezes moldam o comportamento e as expectativas de todos os tipos de atores políticos. A sua abordagem consiste em comparar as regras institucionais formais (por exemplo, a constituição) com as práticas informais dos intervenientes, argumentando que em muitos países existe uma “lacuna” entre as duas. A consolidação desta visão ocorre quando os intervenientes num sistema seguem (instituíram informalmente) as regras formais da instituição democrática.

### Cultura cívica
A cultura política está ligada à consolidação democrática. Os estudiosos Gabriel Almond e Sidney Verba, em The Civic Culture (1963), argumentaram que a participação pública no governo e as atitudes em relação ao governo foram significativas na transição e consolidação democrática. Alguns estudiosos identificam a tolerância política e a confiança nas instituições como importantes para a consolidação democrática.

### Migração Laboral
Um dos obstáculos sugeridos à consolidação democrática é a fuga de cérebros, na qual trabalhadores altamente qualificados dos países em desenvolvimento migram para países de rendimento elevado e ricos em capital. Isto deixa muitas novas democracias no mundo em desenvolvimento com problemas em termos de orientação de uma governação eficaz devido à falta de profissionais altamente qualificados.

## Exemplos

### México
Se o México é uma democracia totalmente consolidada é fonte de muito debate, mas o processo já começou claramente no país. Após mais de 70 anos de regime autoritário sob o partido mexicano PRI, a política mexicana transitou para um sistema competitivo e multipartidário. Os seus tribunais são independentes e podem controlar os poderes de outros ramos do governo, e a censura aos meios de comunicação social está lentamente a afrouxar o seu controlo. Resultados políticos recentes, como os das eleições presidenciais em 2018, sugerem que é pouco provável que o PRI recupere o poder exclusivo sobre o país.

### Europa Ocidental
Em geral, os países da Europa Ocidental servem como exemplos de democracias plenamente consolidadas. É muito pouco provável que o Reino Unido e os Países Baixos, por exemplo, regressem a monarquias autoritárias, porque adoptaram os aspectos que são frequentemente associados a democracias plenamente consolidadas: há adesão ao Estado de direito, organizam frequentemente eleições e têm uma sociedade civil desenvolvida.